# Вода (фильм, 1985)
«Вода» (англ. Water) — британский кинофильм 1985 года с Майклом Кейном в главной роли. Музыкальная комедия с элементами политической сатиры.

## Сюжет
Майкл Кейн в роли губернатора выдуманного карликового островного тропического государства Каскара, в Карибском море. Вообще Каскара — британская колония, но корона совсем забыла про свои владения на радость губернатору и остальным островитянам. Всё меняется, когда из заброшенной нефтяной скважины начинает бить изумительная минеральная вода, обладающая чудодейственной лечебной силой. Различные силы и группировки — свежесозданный фронт освобождения Каскары, Даунинг-стрит, Белый дом, кубинские революционеры и так далее и тому подобное — начинают проявлять интерес к островку, нарушая покой его жителей. В райском уголке начинается настоящее столпотворение.

## Саундтрек
В фильме звучат композиции Эдди Грэнта, Эрика Клэптона, Джорджа Харрисона, Майти Гэбби, Майка Морана. Много музыки в стиле регги.

## В ролях
- Майкл Кейн — губернатор Бакстер Твейтс
- Валери Перрин — Памела Вейнтрауб
- Бренда Ваккаро — Долорес Твейтс
- Леонард Росситер — сэр Малкольм Леверидж
- Билли Коннолли — Дельгадо Фитцжух
- Деннис Дуган — Роб Уоринг
- Фултон Маккэй — Реверенд Эрик
- Джимми Уокер — Джей Джей
- Дик Шоун — Дик Холлидей
- Фред Гвин — Франклин Спендер
- Морин Липман — Премьер-министр Великобритании Маргарет Тэтчер